# Betuweroute
De Betuweroute (vaak de Betuwelijn genoemd, wat verwarring kan opleveren met de spoorlijn Elst - Dordrecht) is een ongeveer 160 kilometer lange Nederlandse goederenspoorlijn van de Maasvlakte bij Rotterdam naar de grens met Duitsland, enkele kilometers voorbij Zevenaar. Zo'n 108 kilometer tussen Kijfhoek en Zevenaar is nieuw aangelegd, de rest van de Betuweroute bestaat uit de Havenspoorlijn in Rotterdam en de laatste 3,4 kilometer voor de Duitse grens uit de Rhijnspoorweg. De Betuweroute is in gebruik genomen in 2007 en werd beheerd door Keyrail. Op 1 juli 2015 ging het beheer over naar ProRail. De lijn wordt door diverse spoorwegmaatschappijen gebruikt.
De route heeft als doel de Rotterdamse haven over het Nederlandse spoorwegnet te verbinden met het Ruhrgebied. De bouw van de Betuweroute is gestart in 1997 en duurde tien jaar. De bouw aan het Duitse verlengde van de goederenroute, het zogenoemde Derde Spoor, dat volgens de oorspronkelijke planning in 2003 gereed had moeten zijn, begon in april 2016. De oplevering was aanvankelijk gepland voor eind 2022, maar werd in 2019 verschoven naar 2026. Een deel van de goederentreinen over de Betuweroute wordt tot dan omgeleid via onder meer de Brabantroute en de IJsselroute (Twentelijn).
Het besluitvormingstraject en de bouw gingen gepaard met grote vertraging en veel hogere kosten dan in de aanvankelijke raming. De lijn behoort tot de zogenaamde grote infrastructurele projecten en is daarvan met zijn totale kostenpost van € 4,7 miljard (prijspeil 2005, excl. BTW) veruit het grootste en duurste dat de Nederlandse overheid ooit heeft ondernomen. Aanvankelijk werd in 1988 uitgegaan van een totale kostenpost van 750 miljoen gulden (Vierde nota ruimtelijke ordening). Naarmate de besluitvorming en tijd vorderden, stegen de te verwachte kosten. De bouw van de lijn en de overschrijding van het in 1995 vastgestelde budget van ruim 2,5 miljard gulden (= € 1,1 miljard) leidden tot grote verdeeldheid in politiek en bevolking, en tot onderzoeken door de Algemene Rekenkamer, die zich met name scherp uitliet over de besluitvorming en de kostenbeheersing.

## Naam
De lijn loopt voor een groot deel van het tracé door de Betuwe, parallel aan de A15 en de veel oudere spoorlijn Elst - Dordrecht die ook wel Betuwelijn wordt genoemd. De nieuwe lijn kreeg daarom van het Ministerie van Verkeer en Waterstaat de naam Betuweroute. In de aanvankelijke plannen was er sprake van dat de oude Betuwelijn in de nieuwe Betuweroute opgenomen zou worden, hetgeen uiteindelijk niet is gebeurd.

## Traject
De Betuweroute loopt in west-oostrichting door Nederland, van de Maasvlakte naar Arnhem, om dan bij Emmerich aan te sluiten op het Duitse spoorwegnet. De lijn is 160 kilometer lang, waarvan 95 kilometer gebundeld met de gereconstrueerde A15. De geluidsschermen links en rechts opgeteld hebben een lengte van 160 kilometer; 7,5 kilometer van de lijn ligt verdiept, en 12 kilometer ligt op totaal 130 viaducten en bruggen. Verder bevat de lijn 5 tunnels, 190 faunapassages, 155 wissels, en 4 beweegbare waterkeringen (in de Sophiatunnel en in de tunnel onder het Pannerdensch Kanaal).
Vanaf de Maasvlakte gaat het over de opgewaardeerde, dubbelsporige en geëlektrificeerde havenspoorlijn naar het rangeerterrein Kijfhoek grotendeels parallel aan rijksweg 15. Onder de Oude Maas is een nieuwe tunnel geboord, de Botlekspoortunnel, om de flessenhals van de oude, enkelsporige Botlekbrug op te heffen. Bij Barendrecht is een overkapping van 1,5 kilometer lengte gebouwd (Kap van Barendrecht) die tevens de HSL-Zuid, de goederenlijn Kijfhoek – IJsselmonde en de spoorlijn Rotterdam – Dordrecht omvat.
Na Kijfhoek loopt de lijn bovengronds verder, behoudens de Sophiaspoortunnel en de Spoortunnel Giessen onder de rivieren de Noord en de Giessen. Vanaf daar gaat de lijn langs onder meer Gorinchem, Tiel en Elst. Pas bij Angeren is er weer een tunnel, onder het Pannerdensch Kanaal, waarna het tracé net voorbij Zevenaar aansluit op de bestaande verbinding Arnhem–Emmerich en op het Duitse spoorwegnet.

## Techniek

### Elektrische tractie
Het traject is geëlektrificeerd met een spanning van 25.000 volt 50 hertz wisselstroom. Deze spanning, die ook voor de HSL-Zuid wordt gebruikt, wijkt af van de spanning die in de rest van Nederland voor spoorlijnen wordt gebruikt (1500 V gelijkspanning) en loopt vooruit op Europese harmonisatie. Bestaande Nederlandse elektrische locomotieven kunnen daarom geen gebruik maken van de Betuweroute. Er zijn locomotieven nodig die met meerdere spanningen kunnen werken. Bij Zevenaar moesten de locomotieven tot 2016 omschakelen naar 1500 V gelijkspanning, om in Emmerich weer om te schakelen naar de Duitse 15.000 V wisselspanning. Met de aanleg in het voorjaar van 2016 van een onderstation bij Zevenaar-Oost is het 1500 V eiland opgeheven, Zevenaar-Oost werd omgebouwd naar 25.000 volt wisselspanning. Dit is onderdeel van het derde spoor, aan te leggen tussen Zevenaar en station Oberhausen-Sterkrade. Vanaf Elten rijden treinen door een nieuwe spanningssluis verder met de Duitse bovenleidingsspanning van 15.000 volt 16⅔ Hz wisselspanning.

### Beveiligingssysteem
Het beveiligingssysteem op de Betuweroute wijkt af van het in Nederland gebruikelijke. Het systeem loopt vooruit op de landelijke invoering van het European Rail Traffic Management System (ERTMS), waartoe het kabinet-Rutte II besloten heeft op 11 april 2014.
Alstom heeft in 2005/2006 ERTMS Level 2 op de Betuweroute geïnstalleerd. Op 8 december 2014 is hetzelfde beveiligingssysteem geïnstalleerd op het aangrenzende baanvak tot de Duitse grens. Aangezien het rangeerterrein in Kijfhoek vanaf oktober 2014 ook is uitgerust met ERTMS kan de hele Betuweroute sindsdien bereden worden onder ERTMS. Op Kijfhoek blijft automatische treinbeïnvloeding (ATB) aanwezig, om treinen die uit andere delen van het land naar deze bestemming komen te kunnen blijven ontvangen. In een veel later stadium zal ATB hier volledig verdwijnen.
Het gedeelte van de Betuweroute dat ook wel 'Havenspoorlijn' genoemd wordt, is vanaf Kijfhoek tot en met de Maasvlakte (Incl. Maasvlakte II) uitgerust met ERTMS Level 1. Op dit deel van het traject zijn twee toepassingen van dit ERTMS/ETCS Level actief.
Na de ingebruikname van de bovenleiding van de Betuweroute in november 2007 reden de elektrische locomotieven die van Kijfhoek naar Duitsland reden op drie verschillende elektrische spanningen, successievelijk 1500 V= in Kijfhoek, 25 kV AC op de Betuweroute, tot aan de opheffing van het "spanningseiland" eerst nog weer 1500 V gelijkspanning tot de grens, en daarna de Duitse 15 kV wisselspanning. Dit vereist een kostbare installatie in de locomotieven. Daarom werd over de Betuweroute nog veel met diesellocomotieven gereden. Die moesten dan wel voor het beveiligingssysteem ERTMS level 2 zijn aangepast.

### Tunnels
Op vijf plaatsen in de route zijn tunnels aangelegd met een totale lengte van 18 kilometer. Onder andere is er een tunnel bij Zevenaar onder straatniveau. De langste tunnel is de Sophiaspoortunnel bij Kijfhoek. Omdat tunnels later slechts tegen grote kosten kunnen worden omgebouwd, zijn deze ingericht voor wagens met twee lagen containers op elkaar, de zogenaamde double stack.
Anderzijds zijn de tunnels niet voorzien van ontsnappingsroutes en daarom niet geschikt voor reizigersvervoer. Omdat het gedeelte tussen Meteren en Elst geen tunnels kent kunnen daar wel reizigerstreinen rijden, en deze route wordt inderdaad gebruikt voor omgeleide hogesnelheidstreinen naar Duitsland wanneer de spoorlijn Utrecht-Arnhem niet gebruikt kan worden.

## Gebruiksvolume

Aantal treinbewegingen (exclusief losse locomotieven en werktreinen) over het A15-tracé van de Betuweroute in 2008 tot en met 2011

Na de ingebruikname in 2007 viel het aantal treinen in de eerste jaren tegen. Van de geplande 350 treinen per week, reden er in 2008 slechts 200. Dat aantal nam in de jaren daarna toe; in 2011 reden ruim 23.000 goederentreinen (ca. 440 per week) over de Betuweroute. Begin 2014 was dat opgelopen naar 550 treinen per week.
In 2011 verliep 74% van al het west-oostvervoer per spoor van Rotterdam naar Duitsland via de Betuweroute. 23% nam de route via Venlo, 3% reed over de conventionele sporen via Rotterdam naar Emmerik.

## Geschiedenis

### Begin
In 1989/1990 presenteerde de toenmalige N.V. Nederlandse Spoorwegen haar plannen voor het goederenvervoer per spoor. De NS zou deze goederenspoorverbinding zelf gaan aanleggen, de begrote kosten bedroegen 2 tot 2,5 miljard gulden (grofweg één miljard euro). Door de liberalisering en uiteenvallen van de Nederlandse Spoorwegen werden vele Rail 21-infraprojecten uitgesteld of geschrapt en was het niet meer zeker of de door NS beloofde Betuweroute wel aangelegd zou worden, en lag de bal bij de overheid. Veel verladers, met name in de Rotterdamse haven, pleitten toch voor aanleg. Een belangrijk pleitbezorger voor de aanleg van de Betuweroute was Gerrit Wormmeester, voormalig president-directeur van het containerbedrijf ECT in Rotterdam, en bijzonder hoogleraar Vervoer en Transport aan de Technische Universiteit Delft. Ook VVD-minister Neelie Smit-Kroes was een verklaard voorstander. De bestaande spoorverbindingen via Arnhem en Venlo werden zowel voor reizigersvervoer als voor goederenvervoer gebruikt en golden volgens de voorstanders van de Betuweroute als overbelast. De Betuwelijn - het oude enkelsporige, bestaande traject - was juist onderbelast en eigenlijk niet rendabel voor reizigersvervoer alleen. Dus leek het een goed (en goedkoop) idee deze lijn geschikt te maken voor grotere hoeveelheden goederentreinen. Daarvoor zou de lijn verdubbeld moeten worden. Burgemeester D. Corporaal van Leerdam heeft zich hiertegen tot het uiterste verzet en vond gehoor bij de minister.
Daarnaast wilde de Rotterdamse haven graag uitbreiden (onder meer met de Tweede Maasvlakte). Sommige vrachtvaarders dreigden hun vervoer te verplaatsen naar Antwerpen. Ook verladersorganisaties als de EVO waren een groot voorstander. Al snel echter kwam vooral uit de wetenschappelijke wereld bezwaar tegen de aanleg. Met name algemeen econoom Arnold Heertje (Universiteit van Amsterdam) en vervoerseconoom Jaap Polak (Rijksuniversiteit Groningen/Universiteit van Amsterdam) vonden de argumentatie voor de realisatie van de spoorlijn niet overtuigend. Wat later begon ook de milieubeweging steeds luidere bezwaren te opperen. Gaandeweg de planontwikkeling werden de prognoses steeds verder opgeschroefd (tot elke 7 minuten een trein per richting), terwijl de protesten van omwonenden toenamen. Lokale actiegroepen werden opgericht en bundelden zich in de Vereniging Landelijk Overleg Betuweroute. Daarnaast werd een stichting opgericht om t.z.t. de belangen van gedupeerden te behartigen, de Stichting Belangenbehartiging Gedupeerden Betuweroute.
Door een nieuwe spoorweg aan te leggen zouden de woongebieden worden ontzien, en zou een reductie van de geluidshinder worden bereikt ten opzichte van de situatie dat de bestaande spoorlijnen voor het goederenvervoer zouden worden gebruikt. Bovendien zouden mogelijke problemen met externe veiligheid worden voorkomen. Doordat de goederentreinen langs deze spoorlijn geen voorrang zouden hoeven te verlenen aan reizigerstreinen, zou het goederentransport efficiënter kunnen plaatsvinden. De Betuweroute zou vooral de Brabantroute (Kijfhoek – Venlo – Grens) ontlasten en dan met name de zeer drukke baanvakken Dordrecht – Lage Zwaluwe en Breda – Tilburg. Het ministerie beloofde verder dat een groot deel van de aanlegkosten door private investeerders zou worden ingebracht, maar die zijn nooit gevonden.
Op zaterdag 15 mei 1993 kopte De Telegraaf: "Betuwelijn komt er" en vervolgde: "Het kabinet heeft besloten de Betuwelijn geheel bovengronds aan te leggen. De goederenspoorverbinding tussen Rotterdam en de Duitse grens kost ƒ€ 6,2 miljard en moet voor het jaar 2000 klaar zijn."
De aanleg van het tracé begon ongeveer in 1998. Het ministerie van Verkeer en Waterstaat sloot al in een zeer vroeg stadium contracten met onder meer aannemers en leveranciers af. Het tussentijds stoppen van de aanleg werd daarmee zo goed als onmogelijk omdat het afkopen hiervan enorme kosten met zich mee zou brengen, waardoor de politieke tegenstanders voor een voldongen feit werden geplaatst.

### Aansluiting op het Duitse net
Eind 1992 sloot Nederland met Duitsland het Verdrag van Warnemünde, waarin Nederland en Duitsland de uitbouw van hun spoorwegen coördineerden. Duitsland verplichtte zich onder andere tot uitbreiding van de verbinding via Emmerich – Oberhausen, terwijl Nederland zich verplichtte tot het aanleggen en verbeteren van verbindingen tussen de Betuweroute en de grensovergangen Oldenzaal en Venlo (de Noordtak en de Zuidtak). Aanleg van die twee takken is inmiddels onbeperkt uitgesteld; de Zuidtak zou zo'n 5 miljard euro gaan kosten. Daarnaast werden er ook afspraken over de reizigersverbindingen gemaakt.
In november 2005 maakten de Duitse bondsregering en de deelstaat Noordrijn-Westfalen afspraken met Deutsche Bahn over de inrichting van het vrachtspoor tussen de Nederlandse grens en de grote havenstad Duisburg. De Duitsers hebben tot taak om op het traject van Emmerich naar Oberhausen een derde spoor aan te leggen voor de snelle reizigerstreinen (vooral de ICE's), de goederen- en normale reizigerstreinen kunnen dan op de andere twee sporen. Daarbij moeten garanties worden geboden voor de bestrijding van geluidsoverlast. Dit aspect speelde ook in Nederland een grote rol bij de planning van de Betuweroute. De vroegst haalbare termijn om het traject Emmerich – Duisburg op het gewenste niveau te brengen, is verschoven naar het jaar 2012, in weerwil van het Verdrag van Warnemünde.
In augustus 2010 werd er een plan voor een nieuwe variant bekendgemaakt. Net over de grens nog voor Elten zou de Betuweroute naar rechts afbuigen om o.a. Elten en Emmerich te sparen. Daarvoor zal de Betuweroute na even op Duits grondgebied te zijn geweest weer over Nederlands gebied richting Spijk gaan lopen waarna deze via een brug over de Rijn bij Spijk definitief in Duitsland arriveert. Aan de andere kant van de Rijn zal de lijn dan via Griethausen en Kleef verder richting de eindbestemming gaan lopen.

### Overslagcentrum bij Valburg geschrapt
Het geplande Multimodaal Transportcentrum (MTC) bij Valburg werd in 2002 afgeblazen. Daar had een overslagcentrum met aansluiting op de snelweg A15 en de Waal moeten komen. Nadat eerst de Raad van State in september 2002 een streep door het Regionaal Structuurplan zette, en vervolgens uit een nut- en noodzaakonderzoek bleek dat er te weinig publieke steun was, besloten de provincie, de gemeente Arnhem en het KAN in november 2002 het plan te schrappen. Overbetuwe en Nijmegen (na de verkiezingsoverwinning van GroenLinks in maart 2002) hadden al eerder dat jaar hun steun opgezegd. Wel is er nog een zogeheten Rail Opstappunt gepland van 10 hectare (aangedragen begin 2004 door het Rail Service Centrum Rotterdam), dat echter vertraging heeft opgelopen: De gemeente Overbetuwe wil eerst het Betuws Bedrijvenpark (dat in de plaats van het MTC werd uitonderhandeld tussen de bouwbedrijven en projectbureaus enerzijds en de milieubeweging en bewonersgroeperingen anderzijds) realiseren en vindt het in samenspraak met het KAN en de provincie nog te vroeg om hieraan te beginnen omdat eerst moet worden bezien hoeveel verkeer dit punt aan kan om de omliggende kernen niet te veel onder druk te zetten.

### Ingebruikname
De lijn werd na een uitgelopen bouwtijd van meer dan tien jaar op 16 juni 2007 officieel in gebruik gesteld door koningin Beatrix en minister Camiel Eurlings van Verkeer en Waterstaat. Na een aanloopperiode met dieseltractie werd in november 2007 ook de bovenleiding in gebruik genomen, waarna de lijn volwaardig in gebruik kwam tot aan de Duitse grens. Vanaf daar rijden treinen over oude spoorlijnen.
De exploitatie van de Betuweroute is tot in 2017 verlieslatend. Vanaf de ingebruikname heeft dit de Nederlandse staat in totaal 322 miljoen euro gekost.
Het gedeelte van de Betuweroute tussen Meteren en Elst is in 2017 geschikt gemaakt voor Duitse ICE 3M-treinstellen die zo bij omleidingen wegens werkzaamheden of stremmingen gebruik kunnen maken van deze lijn. Op 25 november 2017 werd er voor het eerst gebruik gemaakt van deze alternatieve route voor de verbinding van ICE International.

### Personenvervoer
Hoewel de betuweroute primair voor goederenvervoer is aangelegd, is er ook geexperimenteerd met personenvervoer. In November 2017 reed na anderhalf jaar voorbereiding de eerste passagierstrein over de betuweroute als onderdeel van de route Amsterdam-Basel. In weekenden met werkzaamheden komen ICE-treinen in Geldermalsen van het spoor Utrecht-Den Bosch af de Betuweroute op, en gaan ze er 45 kilometer verderop bij Elst weer vanaf naar het spoor Nijmegen-Arnhem.
Midden 2018 waren er oproepen om de betuweroute structureel in te gaan zetten voor personenvervoer, primair vanuit Gelderse D66-Statenlid Rita Braam. Staatssecretaris Stientje van Veldhoven (D66) van Infrastructuur en Waterstaat achtte het destijds niet realistisch.

## Plannen

### Zuidwestboog Meteren
In het kader van het Programma Hoogfrequent Spoorvervoer (PHS) zijn er plannen om bij Meteren een aftakking van de Betuweroute te maken: de Zuidwestboog Meteren. Goederentreinen kunnen dan in de toekomst via de Betuweroute richting 's-Hertogenbosch en Boxtel en verder. Spoorbeheerder ProRail en ingenieursbureau Movares hebben in april 2022 een contract ondertekend voor de realisatie van de Zuidwestboog Meteren. De start van het project is april 2022 en in 2029 maken de treinen volgens de planning van de nieuwe spoorboog gebruik.

### Aansluiting Duitsland
Om de Betuweroute beter aan te laten sluiten op het Duitse spoor zullen er tussen november 2024 en mei 2026 werkzaamheden zijn in Duitsland. Op het tracé tussen de grens bij Zevenaar en Oberhausen wordt een derde spoor aangelegd en worden geluidsbescherming, stations en overwegen aangepakt. Dit heeft tot gevolg dat goederentreinen in Nederland zullen worden omgeleid omdat de Betuweroute minder, en in bepaalde perioden zelfs helemaal niet, te gebruiken is. Vanwege werkzaamheden tussen Emmerich en Oberhausen zal de Betuwelijn gedurende 20 weken geheel gesloten zijn. In de overige periode van de buitendienststelling blijft treinverkeer wel Betuweroute mogelijk. het treinverkeer zal worden omgeleid via de grensovergangen Venlo (Brabantroute) en Oldenzaal (Bad-Bentheimroute) naar Duitsland. Naast dat treinen moeten omrijden, kan vertraging ontstaan omdat er minder capaciteit is.

## Kritiek

### Budgetoverschrijdingen
De Betuweroute stond vanaf het begin van de studies onder druk. Er werd aan getwijfeld of de spoorlijn wel rendabel zou zijn. Zo zou de binnenvaart goedkoper zijn en de capaciteit van de binnenvaart zou makkelijk kunnen worden uitgebreid.
In de 4e nota ruimtelijke ordening (1988) werden de kosten voor de aanleg van de Betuweroute geschat op 750 miljoen gulden (€ 340 miljoen). In de planologische kernbeslissing uit 1992 was de schatting opgelopen tot 2,4 miljard gulden (€ 1,1 miljard), bedroegen uiteindelijk een veelvoud daarvan, € 4,7 miljard (excl. btw), waarvan € 1,7 miljard voor de Havenspoorlijn en € 2,8 miljard voor het gedeelte langs de A15. De kosten zijn gedurende de politieke discussie over het project steeds hoger geworden, enerzijds omdat de aanvankelijke begroting te laag bleek, en anderzijds omdat er onvoorziene kostbare maatregelen zijn getroffen om de spoorlijn zo goed en veilig mogelijk in te passen in de omgeving.
Van augustus tot december 2004 verrichtte de Tijdelijke Commissie Infrastructuurprojecten onder leiding van Adri Duivesteijn een onderzoek naar de aard en omvang van de budgetoverschrijdingen. Tevens onderzocht zij hoe dergelijke overschrijdingen in de toekomst vermeden kunnen worden. Onder andere het Centraal Planbureau deed onderzoek in opdracht van de commissie-Duivesteijn. De Betuweroute was overbodig, concludeerde het CPB, en de aanlegkosten kunnen niet worden terugverdiend. De exploitatie zou wel kostendekkend kunnen zijn.
Prof. dr. Bent Flyvbjerg verrichtte in opdracht van het ministerie van Verkeer en Waterstaat onderzoek naar de kostenoverschrijding van het project. Hij meende dat de negatieve beelden rondom de kosten tijdens de besluitfase in de publieke opinie onterecht werden doorgetrokken naar de uitvoering. De budgetoverschrijding tijdens de uitvoering van het project bedroeg 2,7%. Veel van de ontwikkelde manieren van beheersing bij de Betuweroute worden nu toegepast bij andere Nederlandse grote projecten. De Betuweroute kan worden gezien als een leerschool op het vakgebied van de projectbeheersing.
Flyvbjerg onderzocht 258 grote bouwprojecten en concludeerde in een interview in Intermediair dat de complexiteit stelselmatig wordt onderschat, er heerst onredelijk optimisme, resultaten en voordelen worden volgens hem schromelijk overdreven. Ook noemt hij 'strategische misrepresentatie'. 'Die term gebruiken we omdat mensen niet houden van de term "liegen", maar daar komt het wel op neer. Voor belanghebbenden is het voordelig om opbrengsten en risico's verkeerd voor te stellen.

### Algemene Rekenkamer
Door fouten onder verantwoordelijkheid van achtereenvolgende ministers van Verkeer en Waterstaat mankeerde het ernstig aan de kostenbeheersing van de Betuweroute, zo stelde de Algemene Rekenkamer in een onderzoek uit 2001. In 1992 lag volgens de Rekenkamer de raming van de kosten op ruim 5 miljard gulden (naar de wisselkoers van 2001 ongeveer € 2,3 miljard), maar eind 2000 was dat volgens minister Netelenbos (Verkeer) al ongeveer 10,3 miljard gulden (€ 4,7 miljard), terwijl het Rijksbudget toen 9,7 miljard gulden (€ 4,4 miljard) bedroeg. De Rekenkamer meende dat er vooral in de jaren vóór 1998 (de definitiefase van het project), onder de toenmalige minister Jorritsma veel te weinig aandacht was geweest voor kostenbeheersing. Noodzakelijke instrumenten en waarborgen voor beheersing van het project ontbraken al bij het begin van de uitvoering. Evenmin deugde de methode voor kostenraming. Er werd onvoldoende rekening gehouden met risico's en onzekerheden konden gemakkelijk leiden tot tegenvallers.
Daarnaast werden volgens de Rekenkamer de mogelijkheden van capaciteitsuitbreiding van de binnenvaart door het ministerie systematisch genegeerd. Naast de al lopende technologische vooruitgang in de binnenvaart (bijvoorbeeld het schip Jowi, met een revolutionair grote capaciteit) is het voordeel van de scheepvaart ook dat er amper investeringen in de infrastructuur nodig zijn.

### Oppositie
De aanleg van de Betuweroute heeft aanzienlijke maatschappelijke tegenstand opgeroepen. Enkele van de voornaamste tegenstanders:
- De Vereniging Landelijk overleg Betuweroute (VLOB) wordt in 1991 opgericht, aanvankelijk onder de naam Gezamenlijke Actiegroepen tegen de Betuweroute. Bij deze vereniging zijn ca. 20 lokale actiegroepen tegen de Betuweroute aangesloten. Het VLOB onderhoudt contacten met politici en de directie van de projectorganisatie van de Betuweroute. Ook organiseert zij namens de gezamenlijke actiegroepen diverse protestacties, waaronder het stilleggen van de Betuwelijn, het stilleggen van het verkeer op de rijksweg A15 en een protestactie in de Tweede Kamer tijdens de behandeling van de Betuweroute. Ook voert zij vele procedures bij de Raad van State.
- Vanuit de Vereniging Landelijk Overleg Betuweroute wordt in 1992 een stichting opgericht om gedupeerden van de Betuweroute te gaan ondersteunen: de Stichting Belangenbehartiging Gedupeerden Betuweroute. Deze stichting brengt een boekje uit waarin gedupeerden worden geïnformeerd over de juridische mogelijkheden voor schadeclaims.
- GroenFront! kraakte in 1998-2000 een elftal panden op het tracé van de Betuweroute, waarvan acht voor langere tijd. Deze werden door ruim 800 leden van de Mobiele Eenheid in februari 2000 ontruimd. GroenFront! heeft geregeld werk aan de Betuweroute verstoord door bouwterreinen te bezetten. Het bouwterrein van de Sophiatunnel bij Oud-Alblas werd zeven keer bezet. GroenFront! keerde zich tegen het project vanwege de ecologisch negatieve gevolgen van economische groei en groei van transport.
- De Socialistische Partij, die in 1998 de actie Laat de Betuwelijn toch varen startte, vooral behartigd door het Tweede Kamerlid Harry van Bommel.
- De Stichting Duurzame Mobiliteit (SDM) lobbyde tegen de lijn op basis van onderzoeken die onder meer werden verricht door dr. Michiel Roscam Abbing en prof. ir. Albert Pols van de TU Delft. De SDM stelde in 1999 voor de werken aan de Betuweroute zo spoedig mogelijk te stoppen. Reden was dat het argument van milieubesparing wegviel na de bekendmaking van nieuwe RIVM-opvattingen daarover. Dat argument gold als de belangrijkste overweging om de lijn aan te leggen, naast de geclaimde economische noodzaak. De SDM financierde ook een deel van de website Geen.betuwelijn.nu.
- Zeven hoogleraren, onder wie Polak, Arnold Heertje en Pols, spraken zich uit eigen beweging publiekelijk uit tegen de aanleg van de Betuweroute.
- Oud-Staatssecretaris Verkeer en Waterstaat, dr. Michel van Hulten, heeft zich meermaals zeer kritisch uitgelaten over het nut van de Betuweroute. Boven een stuk van zijn hand in NRC Handelsblad (4 april 1995) staat, reagerend op het rapport van prof. Bomhoff 'Met de Spade op de schouder': 'Cijfers Betuwelijn: slagen in de lucht'. Van Hulten heeft vervolgens nieuwe argumenten naar voren gebracht. De Betuweroute bevoordeelt alleen Duitsland, zo stelde hij.
- Gelderse leden van de Vereniging Natuurmonumenten verzochten in 1998 aan elk medelid bij de vereniging te protesteren tegen het door de Vereniging blijkens persberichten ingenomen standpunt inzake de Noordtak van de Betuweroute door de Achterhoek en Twente. Iedere Nederlander had er volgens de Gelderse leden baat bij dat 'deze ramp zou worden gekeerd'. Uit de oproep bleek ook dat negen organisaties op het gebied van het milieu in De Achterhoek tegen de huidige plannen voor de Noordtak zijn.
- De Duitse milieu-organisatie BUND uitte in 1999 in een brief aan de provincies Gelderland en Overijssel, de Tweede Kamer en milieubeschermingsorganisaties zware kritiek op de spoorlijn. BUND stelde dat de Betuweroute 'een miljarden kostende ruïne' wordt, omdat er geen passende aansluiting in Duitsland zou komen. De aansluiting was er tot in 2006 niet gekomen en stond evenmin in de planning. Het Duitse spoorwegennet bezat niet de capaciteit om de beoogde transporten te verwerken. Dit gold voor de aansluitingen met de hoofdas en de Zuidtak. Er waren geen reële plannen om deze problemen op te lossen, hoewel minister-president Clement van de Duitse deelstaat Noordrijn-Westfalen in Nederland herhaaldelijk heeft beloofd dat de aansluiting tijdig gerealiseerd zou worden. Deze is nu, in weerwil van het Verdrag van Warnemünde, uitgesteld tot na 2015.
- De groep topambtenaren die de miljarden voor infrastructuur verdeelde (ICES genaamd) keerde zich eveneens tegen de omstreden goederenspoorlijn. Ze zagen in dat ze tot in lengte der jaren verliesgevend zou zijn. Dat stelde voormalig secretaris-generaal Sweder van Wijnbergen voor de Commissie Duivesteijn.
- Een groep actievoerders van GroenFront! voerde in het weekend van de officiële ingebruikstelling van de spoorlijn actie door het spoor te bezetten om zo te voorkomen dat de eerste feesttrein het gehele traject zou kunnen afleggen.[29] In totaal werden vijftien actievoerders gearresteerd. Hoewel her en der wat olievaten en betonblokken bleven liggen, was de schade aan het spoor minimaal.[30]

In het zogenaamde 'Zwartboek Betuweroute', hebben tegenstanders van de lijn de gehele totstandkoming samengevat. Daarnaast geeft dit document een lijst van personen die vóór de aanleg waren: 'Hoofdverantwoordelijken voor het Betuweroute debacle', zoals het Zwartboek het vanuit het eigen perspectief noemt.

## Overig

### Archeologie
Voorafgaand aan de aanleg van de Betuweroute hebben archeologen de kans gegrepen om de bodem te onderzoeken op de plaats waar het tracé zou worden aangelegd. Hierbij stuitte men bij Hardinxveld-Giessendam op een boomstamkano en op het oudste skelet ooit opgegraven in Nederland. Deze ruim 7000 jaar oude menselijke resten kregen de naam Trijntje.

### Film
Als onderdeel van de opening van de Betuweroute werd in enkele steden langs het traject een film vertoond (The Italian Connection) in een reizend filmtheater, opgebouwd uit zeecontainers. De hoofdrolspelers van de film, Joep Sertons en Nienke Brinkhuis, verzorgden ook de officiële opening van de Betuweroute in aanwezigheid van koningin Beatrix.

## Fotogalerij

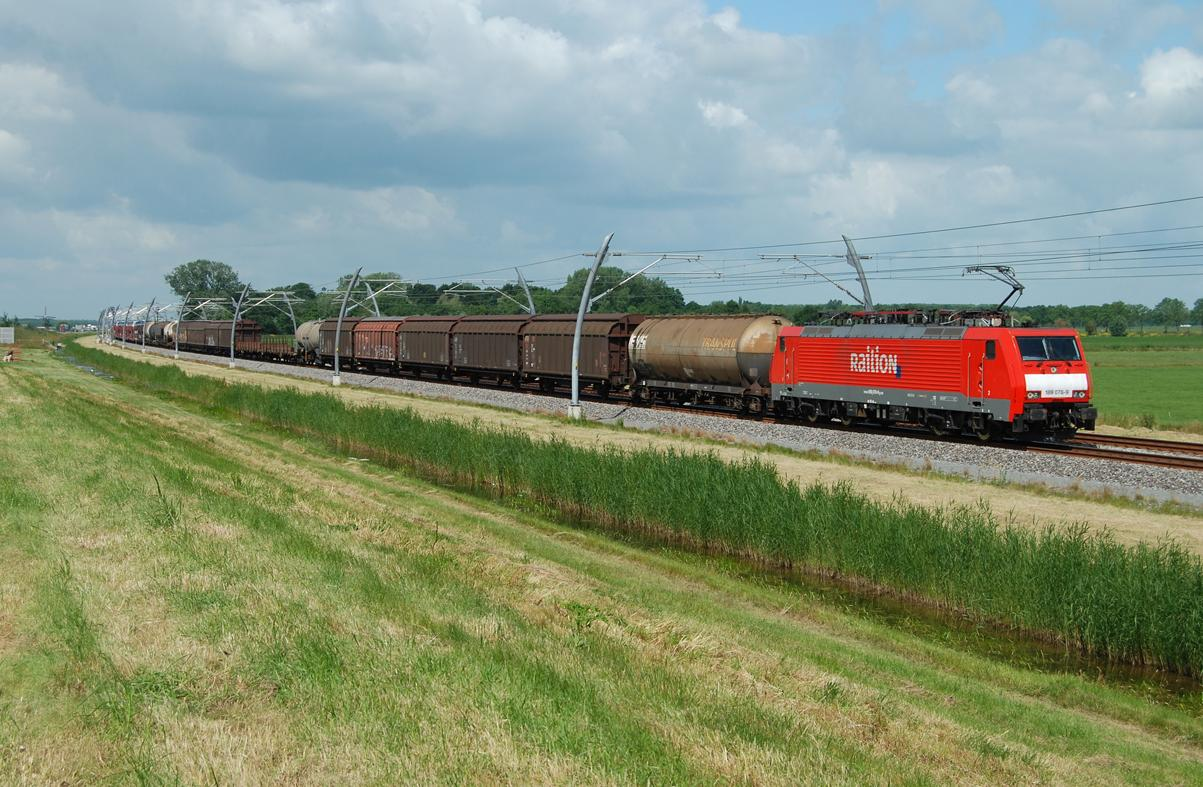
Trein op de Betuweroute t.h.v. knooppunt Deil
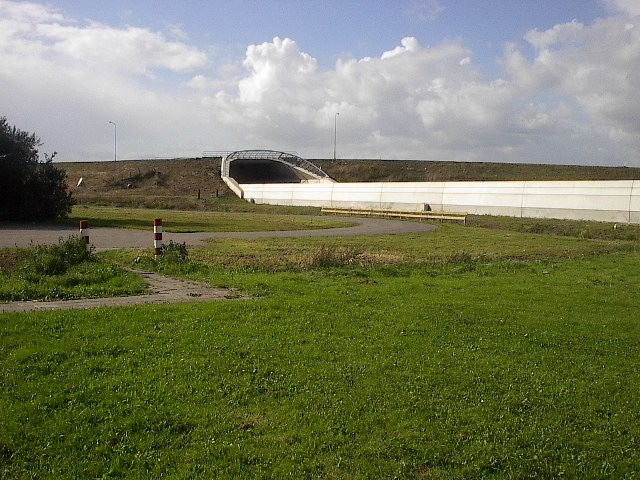
Betuweroute nabij tankstation Varakker aan de A15
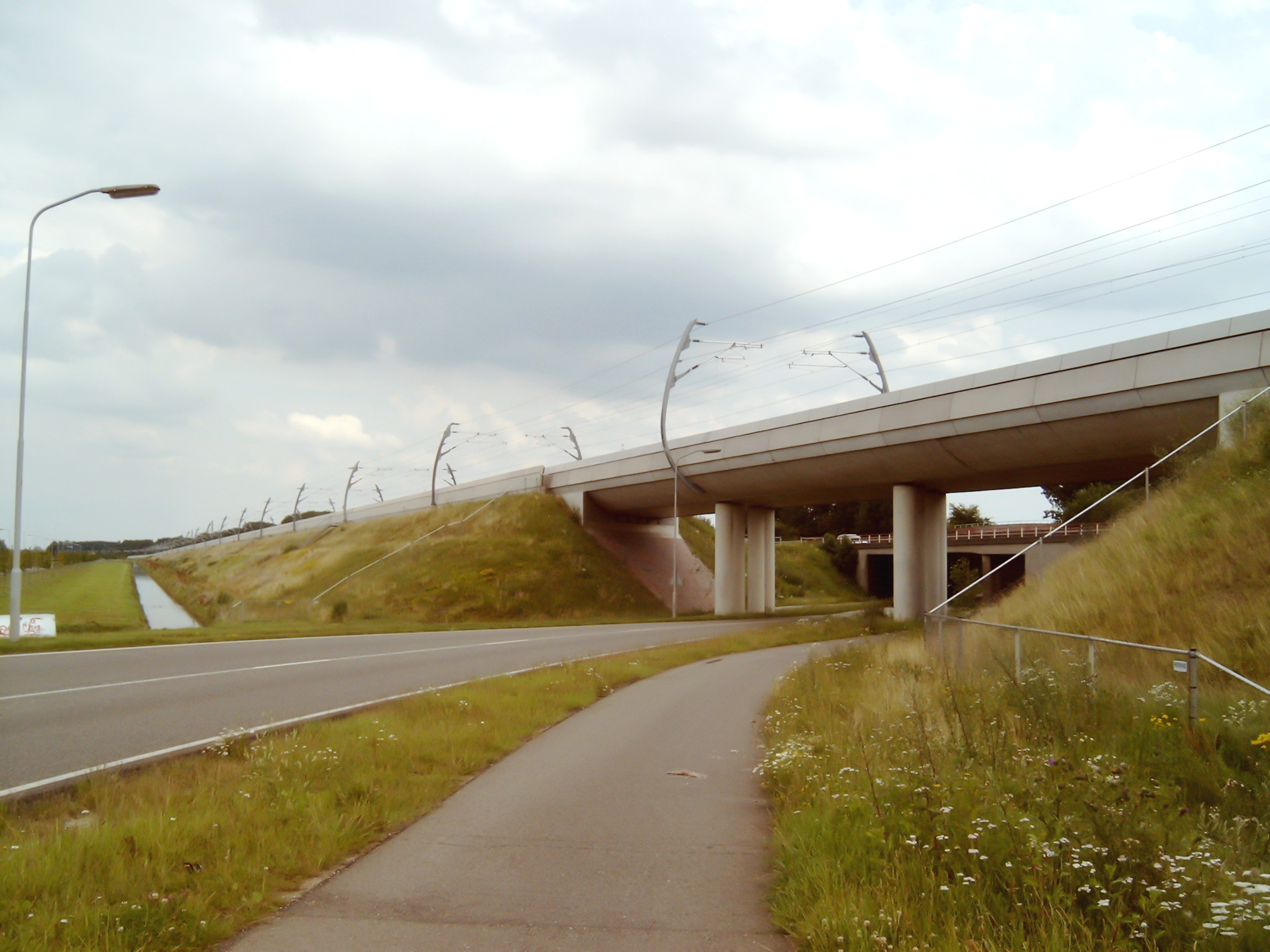
Betuweroute bij Tiel.
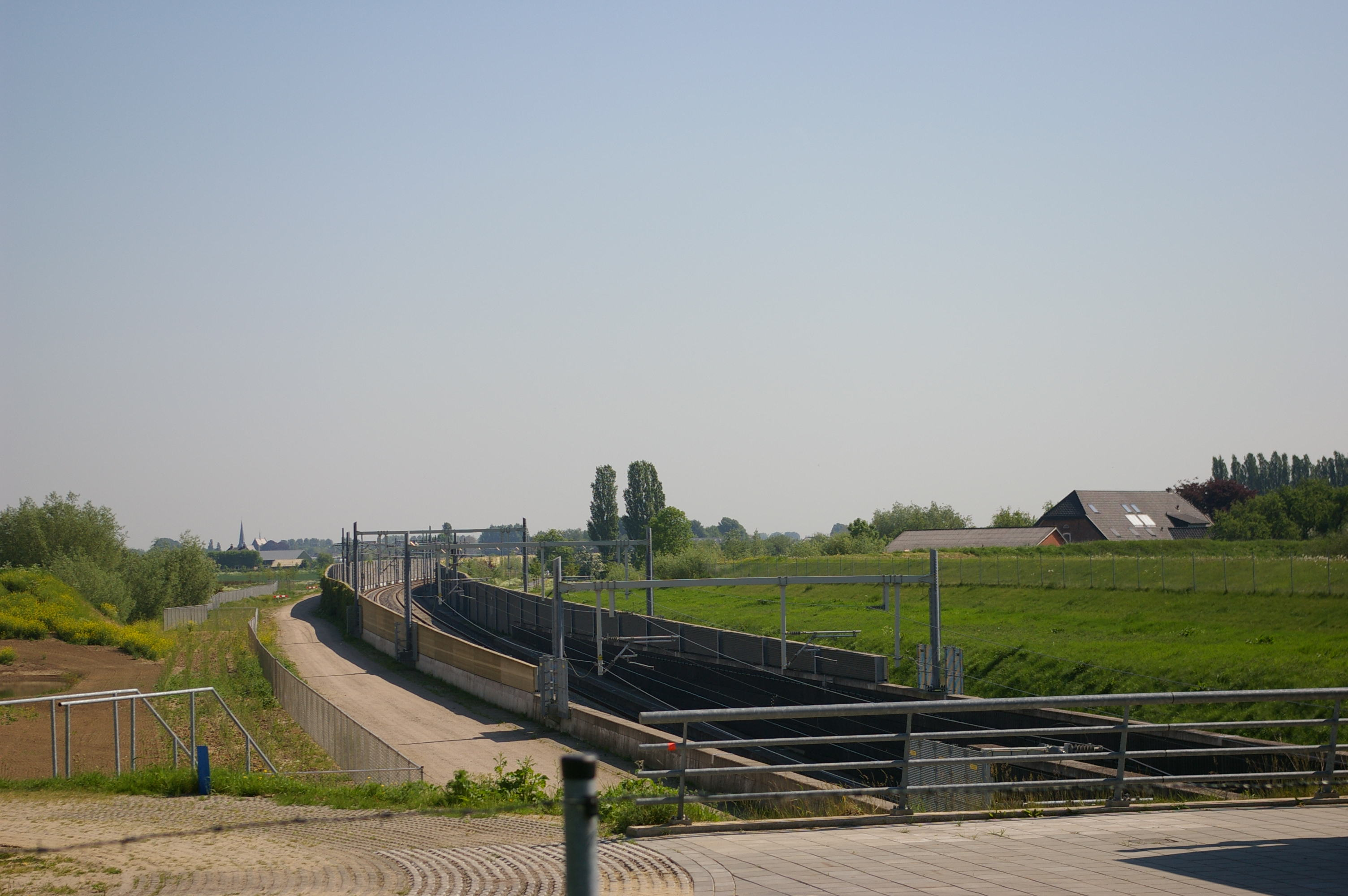
Tunnel bij Groessen
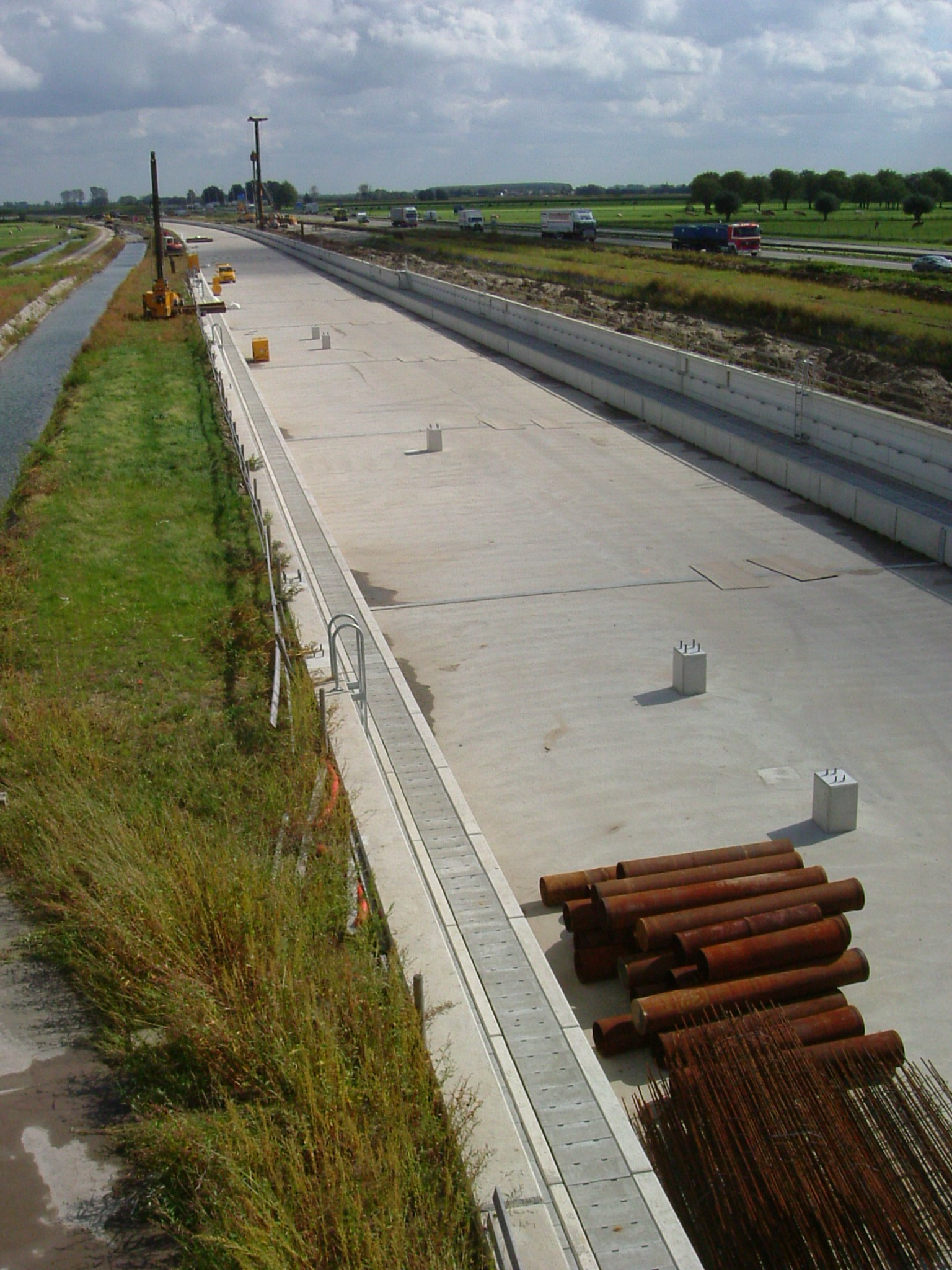
De Betuweroute in aanleg bij Meteren in september 2004